# سارة ماكريانور
سارة ماكريانور (بالإنجليزية: Sarah McCreanor) هي ممثلة وراقصة وممثلة كوميدية ومنشئة محتوى أسترالية، ولدت في 2 أغسطس 1992 في بريزبن في أستراليا.

## حياتها
ولدت ماكريانور في 2 أغسطس 1992 في بريزبن في أستراليا. كان شغفها بالرقص والفكاهة مستوحى بشكل كبير من الثنائي الكوميدي الأسترالي لانو وودلي والممثل الكندي جيم كاري. التحقت بأكاديمية كوينزلاند للصناعات الإبداعية حيث تخصصت في المسرح والفنون البصرية وتخرجت منها في عام 2009.

## حياة المهنية
من عام 2012 إلى عام 2013 شاركت في بطولة العرض المسرحي كيف تدرب تنينك في ساحة مذهلة حيث أدت دور أستريد بالتناوب مع الممثلة الأمريكية جيما نغوين. عرض العرض لأول مرة في أستراليا ثم تجول في عدة بلدان قبل أن يختتم في لوس أنجلوس بعد ذلك قررت الهجرة إلى مدينة بشكل دائم.
من عام 2013 إلى عام 2022 كانت ماكريانور تعتمد بشكل كبير على عملها في مجال الإعلانات التجارية حيث شاركت في حوالي 70 إعلانا تجاريا. قامت بإنتاج محتوى ترويجي لشركات مثل نتفليكس وليفايس ووارنر برذرز. إلى جانب مشاركاتها في البرامج التلفزيونية ومقاطع الفيديو الموسيقية، كانت أيضًا مشاركة في الرقص في النسخة الأمريكية من برنامج هل تعتقد أنك تستطيع الرقص؟ عام 2019 وبرنامج الرقص مع نفسي عام 2022. كما قامت بإجراء جلسات تصوير بشكل متكرر وتمتلك استوديوهات إنتاج في وسط لوس أنجلوس.
بدأت ماكرينور على الإنترنت بصنع مقاطع فيديو تقلد فيها حركات الحيوانات. لاحظت لاحقًا شعبية مقاطع الفيديو التي تعرض سحق الأشياء في مكابس هيدروليكية ووجدت أن ردود أفعال الناس كانت تقتصر غالبًا على تعابير الوجه فقط دون كلام هذا ما دفعها لإنشاء سلسلة فتاة مكبس هيدروليكي. في هذه السلسلة تستخدم ماكرينور حركات جسم وملابس ملونة لتقليد الأشياء التي يتم سحقها حيث تعرض الرقص والفيديو الأصلي بجانب بعضها. نشرت أول فيديو للسلسلة في ديسمبر 2020 على تيك توك، باستخدام لقطات من قناة على يوتيوب. وصفت ماكرينور فنها بأنه "سائل حي" أكثر من كونه شيئًا ثابتًا.
بحلول عام 2021 بدأت السلسلة تنتشر وبدأت ماكرينور في استخدام مكبسها الخاص في مقاطع الفيديو. في يونيو 2022،احتفلت بوصولها إلى "الصحافة" رقم 100.

## الصورة العامة والاستقبال
سلسلة فتاة مكبس هيدروليكي كانت السبب الرئيسي لشهرة ماكرينور على الإنترنت. وصفت من قبل صحيفة هيرالد المكسيك بأنها واحدة من أكثر المؤثرين تأثيرًا وإعجابًا في بلدها. بحلول ديسمبر 2023 كانت قد وصلت إلى أكثر من 1.2 مليون مشترك على يوتيوب وحققت مليار مشاهدة. كما حصلت على أكثر من 1.6 مليون متابع على تيك توك بحلول أكتوبر 2021، وتجاوزت 2.6 مليون متابع بحلول ديسمبر 2022.
تم إدراج ماكرينور في جوائز إبداع 100 لعام 2022 من أدويك حيث أشادت ناتالي فينيجاس بمقاطع الفيديو "الغريبة والممتعة" التي تنشرها عبر الإنترنت بالإضافة إلى تعاونها مع مبدعين آخرين. في عام 2022 تم تكريمها من قبل ميتا بلاتفورمز في مبادرة "صناع الغد" نظير تميزها الإبداعي. كما اختار المعرض الوطني في فيكتوريا مقاطع من سلسلتها لعرضها في معرضه الثلاثي 2023-24 حيث وصف فريق التسويق بالمعرض عملها بأنه «اتحاد بين العنف الطفيف والفكاهة والسخرية والأداء، مما يثير استجابة غريزية تجاه إمكانات الجسم البشري».

## وصلات خارجية
- سارة ماكريانور على موقع IMDb (الإنجليزية)